# Oxalis purpurea
Oxalis pourpre
Espèce
L'Oxalis pourpre (Oxalis purpurea) est une espèce de plantes de la famille des Oxalidacées.